# Hans Fritzsche

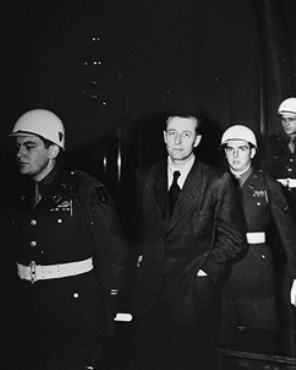
Hans Fritzsche.

Hans Fritzsche (Bochum, Westfalia; 21 de abril de 1900 - 27 de septiembre de 1953) fue un militar y periodista alemán.
Combatió en la Primera Guerra Mundial en el cuerpo de infantería. En 1932 entró a trabajar en la radio y pronto se vinculó al Partido Nazi. Mantuvo contactos con Adolf Hitler a quien mostró las ventajas del uso de la radio para hacer llegar su ideología. Cuando Joseph Goebbels se hizo cargo del Ministerio de Propaganda en la Alemania nazi, Fritzsche ocupó un destacado cargo en el Departamento de Prensa del ministerio. Más tarde, como jefe de prensa, controló la información que se ofrecía desde Alemania durante la Segunda Guerra Mundial hasta 1942, en el que el propio Goebbels se hizo con la jefatura, siendo enviado de nuevo a la radio como alto comisionado del Ministerio de Propaganda. En mayo de 1945 fue capturado por el Ejército Rojo en Berlín.
Fue entregado al Tribunal para los Juicios de Núremberg bajo la acusación de conspirar para cometer crímenes de guerra, crímenes contra la paz y crímenes contra la humanidad, pero fue absuelto por falta de pruebas. Más tarde fue arrestado y condenado a nueve años de prisión como parte de un proceso de desnazificación. Sin embargo, fue puesto en libertad en 1950, antes de cumplir la condena, ya que estuvo claro para el tribunal que Fritzsche era inocente de las acusaciones.
Su esposa Hildergard Springer recopiló todas las anotaciones realizadas por Fritzsche a lo largo del proceso de Núremberg, así como diversas entrevistas con su marido acerca de los entresijos del proceso, dando lugar al libro "La Espada sobre la Balanza" (1951) (editado en España por la editorial Espasa-Calpe) en que realiza una detallada cronología de los juicios, del día a día de los acusados y sus apreciaciones personales, resultado un impagable documento histórico con la particularidad de presentar el juicio desde el punto de vista de los procesados.